# Reuven Niemeijer
Reuven Niemeijer (Hengelo, 27 maart 1995) is een Nederlands betaald voetballer die doorgaans speelt als middenvelder. In januari 2025 verruilde hij RKC Waalwijk voor De Graafschap.

## Clubcarrière
Niemeijer doorliep de jeugd van BWO en Quick '20, waar hij in 2014 ook in het eerste elftal kwam. De middenvelder speelde twee jaar met de Oldenzaalse club in de Hoofdklasse. In zijn tweede jaargang promoveerde Quick naar de nieuwe Derde divisie, mede door zestien doelpunten van Niemeijer. In de beslissende play-offwedstrijden tegen EHC was de Hengeloër ook belangrijk. Uit werd met 0–1 gewonnen en in de return maakte Niemeijer drie doelpunten binnen een kwartier. Uiteindelijk zou hij ook nog tot een vierde treffer komen en Quick '20 zou met 6–2 zegevieren. In de voorbereiding op het seizoen 2016/17 mocht hij op proef komen bij Heracles Almelo. Hier maakte Niemeijer, net als Tim van de Berg van USV Elinkwijk, genoeg indruk om een contract aangeboden te krijgen van de Eredivisionist. Deze aanbieding accepteerde hij en hij zette zijn handtekening onder een verbintenis voor de duur van één seizoen, met een optie op een jaargang extra.
In zijn eerste maanden in Almelo speelde hij vooral met het reserveteam mee. Op 2 december 2016 mocht Niemeijer zijn debuut maken voor het eerste elftal in de Eredivisie. Op die dag werd met 2–0 gewonnen van N.E.C. door doelpunten van Lerin Duarte en Samuel Armenteros. Twee minuten voor het einde van de wedstrijd liet coach John Stegeman Niemeijer invallen voor Duarte. Zijn eerste doelpunt volgde in zijn vijfde competitieoptreden voor Heracles. Op 1 april 2017 werd in eigen huis met 4–1 gewonnen van sc Heerenveen. Na een benutte strafschop van Reza Ghoochannejhad tekende Niemeijer, die van Stegeman voor het eerst in de basis mocht starten, op aangeven van Brandley Kuwas voor de gelijkmaker. Armenteros, Kuwas en Kristoffer Peterson beslisten de score uiteindelijk. In zijn tiende wedstrijd, op 7 mei 2017, trof hij zelfs tweemaal doel, tegen ADO Den Haag. Na passes van Kuwas en Tim Breukers opende Niemeijer de score en verdubbelde hij de voorsprong daarna. Armenteros en Thomas Bruns scoorden ook nog, waardoor ADO met 4–0 verslagen werd. Aan het einde van het seizoen 2016/17, waarin hij drie keer wist te scoren in elf wedstrijden, werd zijn contract met twee jaar verlengd tot medio 2020.
In de zomer van 2018 maakte Niemeijer op huurbasis de overstap naar FC Emmen, voor de duur van één seizoen. Met negentien competitieduels en twee doelpunten achter zijn naam keerde hij terug naar Heracles. In het seizoen 2019/20 kwam Niemeijer niet in actie in Almelo. Hierna stapte de middenvelder transfervrij over naar Excelsior, waar hij voor twee seizoenen tekende. In zijn tweede seizoen in Rotterdam promoveerde hij met Excelsior naar de Eredivisie. Hij ging niet mee naar het hoogste niveau, want Brescia nam de middenvelder over. Na een seizoen in Italië keerde Niemeijer transfervrij terug naar Nederland; hij tekende voor een jaar bij RKC Waalwijk, met een optie op een seizoen extra. RKC wist de nacompetitie om promotie en degradatie net te ontlopen. De optie in het contract van Niemeijer werd aan het einde van het seizoen gelicht. Toch vertrok hij een half jaar later, toen hij een contract voor anderhalf jaar tekende bij De Graafschap.

## Clubstatistieken
| Seizoen | Club            | Competitie     | Competitie | Competitie | Beker | Beker | Internationaal | Internationaal | Totaal | Totaal |
| Seizoen | Club            | Competitie     | Wed.       | Dlp.       | Wed.  | Dlp.  | Wed.           | Dlp.           | Wed.   | Dlp.   |
| ------- | --------------- | -------------- | ---------- | ---------- | ----- | ----- | -------------- | -------------- | ------ | ------ |
| 2016/17 | Heracles Almelo | Eredivisie     | 11         | 3          | 0     | 0     | 0              | 0              | 11     | 3      |
| 2017/18 | Heracles Almelo | Eredivisie     | 25         | 8          | 2     | 0     | —              | —              | 27     | 8      |
| 2018/19 | → FC Emmen      | Eredivisie     | 19         | 2          | 2     | 1     | —              | —              | 21     | 3      |
| 2019/20 | Heracles Almelo | Eredivisie     | 0          | 0          | 0     | 0     | —              | —              | 0      | 0      |
| 2020/21 | Excelsior       | Eerste divisie | 38         | 11         | 4     | 1     | —              | —              | 42     | 12     |
| 2021/22 | Excelsior       | Eerste divisie | 44         | 18         | 2     | 2     | —              | —              | 46     | 20     |
| 2022/23 | Brescia         | Serie B        | 15         | 0          | 2     | 0     | —              | —              | 17     | 0      |
| 2023/24 | RKC Waalwijk    | Eredivisie     | 29         | 2          | 0     | 0     | —              | —              | 29     | 2      |
| 2024/25 | RKC Waalwijk    | Eredivisie     | 9          | 0          | 3     | 0     | —              | —              | 12     | 0      |
| 2024/25 | De Graafschap   | Eerste divisie | 1          | 0          | 0     | 0     | —              | —              | 1      | 0      |
| Totaal  | Totaal          | Totaal         | 191        | 44         | 15    | 4     | 0              | 0              | 206    | 48     |

Bijgewerkt op 7 februari 2025.